# Pierre-François Didot
Pierre-François Didot (1731-1795), dito Pierre, o Velho (* Paris, 9 de Julho de 1731 † Paris, 7 de Dezembro de 1795) foi tipógrafo da corte francesa, filho de François Didot (1689-1757) e irmão de François-Ambroise Didot (1730-1804). Seu filho Pierre-Nicolas-Firmin Didot (1761-1853), dito o Jovem, o sucedeu em sua oficina tipográfica.

## Obras
- Bible
- Traité de l'Agriculture, 12 livros
- L'économie rurale, 3 livros
- Paul e Virginie, 1788

## Família Didot
- François Didot (1689-1757)
- François-Ambroise Didot (1730-1804)
- Pierre Didot (1761-1853)
- Firmin Didot (1764-1836)
- Henri Didot (1765-1852)
- Saint-Léger Didot (1767-1829)
- Pierre-Nicolas-Firmin Didot (1769-1836)
- Ambroise-Firmin Didot[3] (1790-1876)
- Hyacinthe-Firmin Didot (1794-1880)
- Jules Didot (1794-1871)
- Edouard Didot (1797-1825)
- Alfred Firmin-Didot[4] (1828-1913)